# 송중문화정보도서관
송중문화정보도서관은 서울특별시 강북구 소재의 구립 도서관이다.

## 연혁
- 2010. 03. 02. 송중문화정보센터 개관
- 2013. 06. 21. "송중문화정보도서관"으로 명칭변경

## 시설현황
- 2층: 일반열람실I,II / 정보검색실
- 1층: 자료실/꿈자람터
- 지하: 자료보관실

## 이용 안내
이용 시간
- 1층 자료열람실: 평일 09:00~18:00 / 주말 09:00~17:00
- 2층 정보검색실: 평일 09:00~18:00 / 주말 09:00~17:00
- 2층 일반열람실: 매일 07:00~22:00

휴관일
- 매월 첫째, 셋째 월요일
- 정부지정 공휴일
- 특별한 사유로 관장이 필요하다고 인정한 경우